# (10296) Rominadisisto
(10296) Rominadisisto est un astéroïde de la ceinture principale, et plus spécifiquement du groupe de Hilda.

## Description
(10296) Rominadisisto est un astéroïde du groupe de Hilda. Il présente une orbite caractérisée par un demi-grand axe de 3,95 UA, une excentricité de 0,21 et une inclinaison de 3,5° par rapport à l'écliptique. Il a été découvert par Schelte J. Bus le 14 septembre 1988 à l'observatoire interaméricain du Cerro Tololo.

## Compléments